# FC Gueugnon
FC Gueugnon är en fransk fotbollsklubb från Gueugnon. Hemmamatcherna spelas på Stade Jean Laville.